# 法 (印度哲學)
法，音译为達摩，是在印度的哲學和宗教中極其重要的一個含義多變的術語。
在傳統印度社會中，法在歷史上已經指稱了各種思想，比如吠陀儀式，道德指導、種姓制度和民法與刑法。它的最常用含義附屬著兩個基本思想: 社會生活應當通過良好定義或良好調控的等級（varna）來組織，而在某等級內的個人的生活應當組織成確定的階段（ashrama，參見 dharmasastra）。
依據各種印度宗教，比如印度教、佛教、耆那教和錫克教，如法生活的人更快趨向解脫（dharma yukam, moksha 或 nirvana）。而不如法（adharma）意味著不和諧、不道德或錯誤(即墮落)。
佛教創始人佛陀及耆那教創始人大雄的教導和學說，也使用法這個術語。在佛教哲學中，法還是含義為現象的術語。

## 語源
法的梵語字根來自dhr-，意思為保持、支撐，並且和拉丁語表示堅固、穩定的詞彙firmus相關，由此得來「既定、公認的慣例」以及「律法」的意思。其源自古老的吠陀梵語（梨俱吠陀等），拼法為帶有n-詞幹的dharman-，字面意思為承擔者、支撐者，而這是指吠陀宗教中的重要概念──ṛta（/ˈrɪtə/; 梵語  ，秩序、規則、真理）的面向而言。阿維斯陀語中表示真實、正確、秩序的詞彙aṣ̌a（𐬀𐬴𐬀）為ṛta的同源詞，在古波斯語中拼作arta（𐎠𐎼𐎫）。
在古典梵語和最晚成立的吠陀書──阿闥婆吠陀，其拼法是dharma。而在普拉克里特諸語言（古印度俗語）和巴利語中的拼法則是dhamma。在阿育王詔書的古石刻文書坎達哈雙語岩石銘文中，用古希臘語的eusebeia（εὐσέβεια，虔誠、靈性的成熟、恭敬神明）和亞蘭語的qšyṭʾ（קשיטא，真理、真實），來翻譯印度的宗教哲學詞彙──法。

## 印度教
在印度教的語境中，它意味著一個人的正當義務與責任，而印度宗教的法受個人的年齡、等級、職業和性別的影響。在現代印度語言中依賴於語境，它可以簡單的等價於“宗教”。